# Сасаки, Нодзоми
Нодзоми Сасаки (яп. 佐々木 希 Сасаки Нодзоми, род. 8 февраля 1988, Акита, Япония) — японская модель, сейю, айдол, актриса.

## Биография
Сасаки родилась 8 февраля 1988 года в Аките, столице префектуры Акита, в малообеспеченной семье. Её отец погиб в автомобильной аварии, когда Нозоми была подростком, и семья оказалась на грани нищеты. Вся ответственность за воспитание детей, а у Нозоми два старших брата, легла на плечи матери девочки.
Но в то время, хотя мать и очень старалась, семья всё равно бедствовала, и в 14 Сасаки Нозоми устроилась на работу, практически бросив при этом школу. Она так и не доучилась и до сих пор плохо читает сложные тексты, что вызывает затруднения на съёмках телепередач, когда Нозоми не может правильно прочитать подсказку режиссёра на мониторе. Считается, что это время было началом её модельной карьеры, но это не совсем так. Она устроилась в магазин при ателье напротив железнодорожного вокзала станции Акита и формально считалась моделью, но работа провинциальной модели абсолютно не похожа на работу профессиональной модели высокого класса. Ей чаще приходилось работать в качестве продавца и общаться с покупателями, что она делала очень неохотно, вызывая недовольство как самих покупателей, так и магазина. Поэтому, когда в мае 2005 года журнал Weekly Young Jump организовал в Аките конкурс красоты Гярукон 2005 с целью поиска новых моделей, менеджер буквально заставил Сасаки Нозоми принять в нём участие. Она нехотя согласилась, и это решение мгновенно перевернуло её жизнь, так как она выиграла гранпри конкурса, а вместе с ним и будущий успех.
В апреле 2017 года вышла замуж за комедианта и телеведущего Кена Ватабэ. 13 сентября 2018 года родила сына.

## Модельная карьера
Сразу после конкурса Сасаки Нозоми как победительницу увозят на Гавайи, где проводят её самую первую фотосессию, но это скорее отчёт о результатах конкурса и фотопроба, чем настоящий альбом. Сасаки Нозоми с благословения мамы едет в Токио, где из неё уже на полном серьёзе начинают делать модель: её учат ходить, говорить, вести себя, выправляют зубы и ищут стиль. Это был очень тяжёлый период, впоследствии о нём Сасаки Нозоми скажет в одном из интервью, что её неоднократно одолевало желание бросить всё и уехать домой в Акиту, но останавливало отсутствие денег на билет. Что более важно, её останавливала и Судзуки Эми, с которой она познакомилась в Токио и которая, будучи к тому времени уже известной моделью, оказала ей протекцию. Принято считать, что именно благодаря Судзуки Эми Сасаки Нозоми осталась в модельном бизнесе.
После основательной подготовки Сасаки Нозоми в 2006 году выигрывает гранпри конкурса PINKY Princess журнала PINKY.. В отличие от Weekly Young Jump, публикующего мангу и рассчитанного на молодых мужчин, PINKY был модным журналом, поэтому для работы в нём требовалась другая подготовка, и обучение продолжилось. Впервые Сасаки Нозоми появляется на страницах журналов только в 2007 году, но она уже хорошо подготовлена и уверена в своих силах. С этого момента начинается стремительный взлёт её модельной карьеры.
Её фотографиями пестрят бульварные журналы и серьёзные издания, её портреты печатаются на плакатах и банковских карточках, она выпускает фотоальбомы, некоторые из которых сама продюсирует, снимается в рекламе и принимает участие в различных телепередачах и в качестве гостя, и как ведущая. Она становится лицом нескольких известных модных брендов, неоднократно принимает участие в дефиле на шоу Tokyo Girls Collection (для Японии это что-то вроде «Недели высокой моды» в Париже). Её и Като Нацуки выбирают в качестве символов и PR-представителей префектуры Акита, она становится лицом Японской Ассоциации Издателей журналов, комментатором и PR-представителем соревнований по кикбоксингу K-1 World MAX и по боям без правил Dream Fighting Champion.

## Выпуск фото-книг, DVD-дисков, участие в рекламе
С конца 2008 года она выпустила пять фото-книг и два DVD-диска, а также сделала бесчисленные выступления на телевидении, появлялась на журналах, давала объявления, не связанные с модой и косметикой, в том числе и в объявлениях об экологически чистых продуктах Coca-Cola (чай), Suntory’s 3 soft drink product, So-net, Willcom, Fujifilm, Kao Corporation, Rohto Pharmaceutical Co и Seiko’s Tisse. Есть линия Seiko, которая была создана и посвящена Нозоми. Также она рекламировала бренд Cotton Cloud с июня 2010 года, когда он был и открылся его первый магазин в квартале Хараздюку. В 2010 году она начала свою музыкальную карьеру, дебютировав с синглом "Kamu to Funyan"m, на сингл был снят видеоклип, который показал рэпер Astro, сингл был использован в рекламе жевательной резинки Lotte ФМП. Дебютный альбом Sasaki Nozomi был выпущен 18 апреля 2012 года. Ей дали прозвище «No Mercy» (никакой пощады) за бесчисленные выходки по отношению к другим девушкам шоу-бизнеса, с которыми она работала в её подростковые годы. Особенно по отношению к актрисам, гламурным моделям и моделям из зарубежных стран, которых она считает «жирными».
Нозоми в 2012 стала лицом бренда сумок Jewelna Rose. Она так же снимается для линии спортивной одежды FILA.

## Дебют в кино
В 2008 году Нозоми Сасаки дебютирует в кино, сыграв небольшую роль в романтической комедии Handsome Suit. Однако подлинного успеха в кино она достигает, в 2009 году сыграв главную роль в драме «Мои дождливые дни» Tenshi no Koi, посвященной любви юной девушки (с тёмным прошлым и настоящим) к зрелому мужчине (учителю истории). Фильм стал хитом не только в Японии, но и в Гонконге, Тайване и Сингапуре.

## Дальнейшие работы в кино
Нозоми продолжает сниматься в разных фильмах. Она проявляет хорошее актерское мастерство. Многие обращают так же внимание на превосходные внешние данные Нозоми.